# Suchcice (gromada w powiecie ostrołęckim)
Suchcice – dawna gromada, czyli najmniejsza jednostka podziału terytorialnego Polskiej Rzeczypospolitej Ludowej w latach 1954–1972.
Gromady, z gromadzkimi radami narodowymi (GRN) jako organami władzy najniższego stopnia na wsi, funkcjonowały od reformy reorganizującej administrację wiejską przeprowadzonej jesienią 1954 do momentu ich zniesienia z dniem 1 stycznia 1973, tym samym wypierając organizację gminną w latach 1954–1972.
Gromadę Suchcice z siedzibą GRN w Suchcicach utworzono – jako jedną z 8759 gromad na obszarze Polski – w powiecie ostrołęckim w woj. warszawskim, na mocy uchwały nr VI/10/10/54 WRN w Warszawie z dnia 5 października 1954. W skład jednostki weszły obszary dotychczasowych gromad Chróśnice(), Rososz i Skarżyn ze zniesionej gminy Czerwin oraz wschodnia część obszaru dotychczasowej gromady Brzeźno Kolonia (której granica przebiega od granicy powiatu Ostrów-Mazowiecka po wschodniej stronie majątku Brzeźno przecinając szosę z Goworowa do Grodziska Dużego dochodząc do rzeki Orz) ze zniesionej gminy Goworowo w tymże powiecie. Dla gromady ustalono 16 członków gromadzkiej rady narodowej.
1 stycznia 1969 z gromady Suchcice wyłączono wieś Rososz, włączając ją do gromady Wąsewo w powiecie ostrowskim w tymże województwie, po czym gromadę Suchcice zniesiono, włączając jej (pozostały) obszar do gromad Czerwin (wsie Chrośnice, Skarżyn i Suchcice) i Goworowo (wsie Brzeżno Kolonia i Brzeżno Wieś) w tymże powiecie.